# Futebol na Escócia

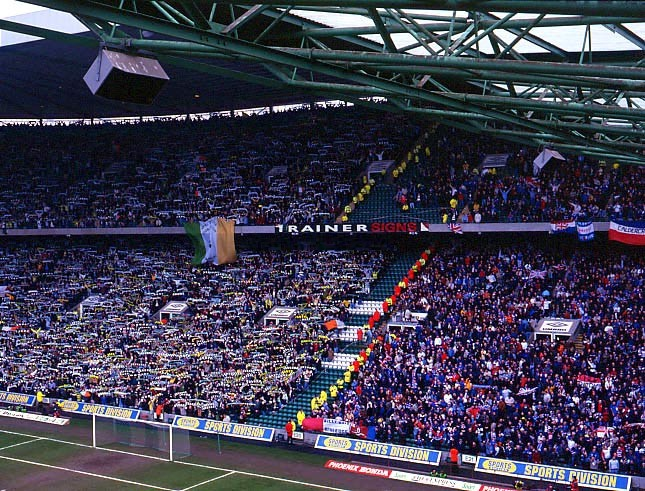
Torcedores no clássico Old Firm, o mais tradicional do futebol escocês.

O futebol na Escócia é tido como o esporte nacional, muito popular em todo o país. A Escócia tem a segunda mais antiga competição nacional da futebol do mundo, a Copa da Escócia, mais recente apenas que a Copa da Inglaterra.

## Clubes
Os clubes mais importantes da Escócia são o Celtic Football Club e o Rangers Football Club, ambos da cidade de Glasgow, maiores campeões das competições nacionais e campeões de importantes competições internacionais. 
O derby entre eles, um dos clássicos de maior rivalidade no mundo, é conhecido como Old Firm.

## Competições
- Campeonato Escocês
- Copa da Escócia
- Copa da Liga Escocesa
- Copa de Glasgow

## Seleção nacional
A Seleção Escocesa representa a Escócia nas competições internacionais de futebol. Participou de oito edições da Copa do Mundo FIFA.